# 高岡市民の歌
「高岡市民の歌」（たかおかしみんのうた）は、富山県高岡市がかつて制定していた市民歌である。作詞・藤沢克巳、作曲・室崎琴月。

## 解説
第二次世界大戦終結の翌1946年（昭和21年）に「復興市民歌」として、同年に市内で復刊した富山新聞と合同で歌詞を懸賞募集して作成された。高岡市の市民歌制定は県庁所在地の富山市が「富山市民の歌」を制定するよりも6年早く、県下において最初のものであった。
入選者の藤沢克巳（富士沢克己）は西礪波郡福光町（現在の南砺市）在住で、戦前に県が選定し江口夜詩の作曲でポリドールがSP盤を製造した「立山行進歌」や大日本産業報国会選定の「産業報国青年隊々歌」で入選歴があり、戦後は北日本新聞社主催の北日本文学賞で1969年（昭和44年）に応募作「平凡なる哀話」が最終候補へ選ばれている。
作曲は高岡出身で童謡「夕日」の作曲者として知られる私立中央音楽学校主宰の室崎琴月に依頼されたもので、その旋律は「高岡市民の心を大いに元気づけた」と評されている。市勢要覧には2005年（平成17年）版まで歌詞と楽譜が掲載されていた。

### 失効・廃止
高岡市は平成の大合併において西礪波郡福岡町と新設合併し、2005年（平成17年）11月1日を以て（新）高岡市が発足した。合併相手の福岡町は町民歌を制定していなかったが、地方自治法上は編入合併方式でなく新設合併方式を採る場合、合併に参加する旧自治体の一つと同名であっても別個の地方公共団体として扱われるため、高岡市・福岡町合併協議会において合併後の（新）高岡市の市民歌の扱いにつき「新市において定めるものとする」と取り決められたことを受けて（旧）高岡市が制定した「高岡市民の歌」は福岡町との新設合併を以て失効・廃止された。なお高岡市立博物館には旧市民歌の楽譜を印刷した際の原版が所蔵されている。
（新）高岡市においては、合併から10年後の2015年（平成27年）に新市民歌「ふるさと高岡」（作詞：林真理子、作曲：三枝成彰）が制定されている。